# Pyrenäen-Sumpfkresse
Die Pyrenäen-Sumpfkresse (Rorippa pyrenaica (Lam.) Rchb., Syn.: Rorippa stylosa (Pers.) Mansf. & Rothm.) ist eine Pflanzenart aus der Gattung Sumpfkressen (Rorippa) innerhalb der Familie der Kreuzblütengewächse (Brassicaceae). Sie ist hauptsächlich von Westeuropa bis Süd- und Südosteuropa verbreitet.

## Beschreibung
Die Pyrenäen-Sumpfkresse wächst als sommergrüne, ausdauernde krautige Pflanze, die Wuchshöhen von 15 bis 40 Zentimeter erreicht. Meist werden am kurzen Rhizom mehrere aufrechte Stängel gebildet. Auch zur Blütezeit ist eine grundständige Blattrosette vorhanden. Die Stängelblätter sind fiederteilig bis fiederschnittig und besitzen halbstängelumfassende Öhrchen. Die feinen zwei bis acht Paare seitlicher Blattabschnitte sind ganzrandig und linealisch bis schmal-lanzettlich.
Die Blütezeit erstreckt sich zwischen Mai und August. Die zwittrigen Blüten sind vierzählig. Die vier gelben Blütenkronblätter sind 2,5 bis 4 Millimeter lang. Links und rechts der kurzen Staubblätter befindet sich je eine längliche Nektardrüse.
Die Schötchen sind bei einem Durchmesser von 1,5 bis 2 Millimeter und einer Länge von 2,5 bis 6 Millimeter höchstens so lang wie die waagerecht bis schräg aufrecht abstehenden 6 bis 9 Millimeter langen Fruchtstiele.
Die Samen sind flachgedrückt, feigenförmig und mit grob netzig-wabiger Oberfläche.
Die Art hat die Chromosomenzahl 2n = 16.

## Ökologie
Bei der Pyrenäen-Sumpfkresse handelt es sich um einen Hemikryptophyten.
Es erfolgt Insektenbestäubung oder Selbstbestäubung.

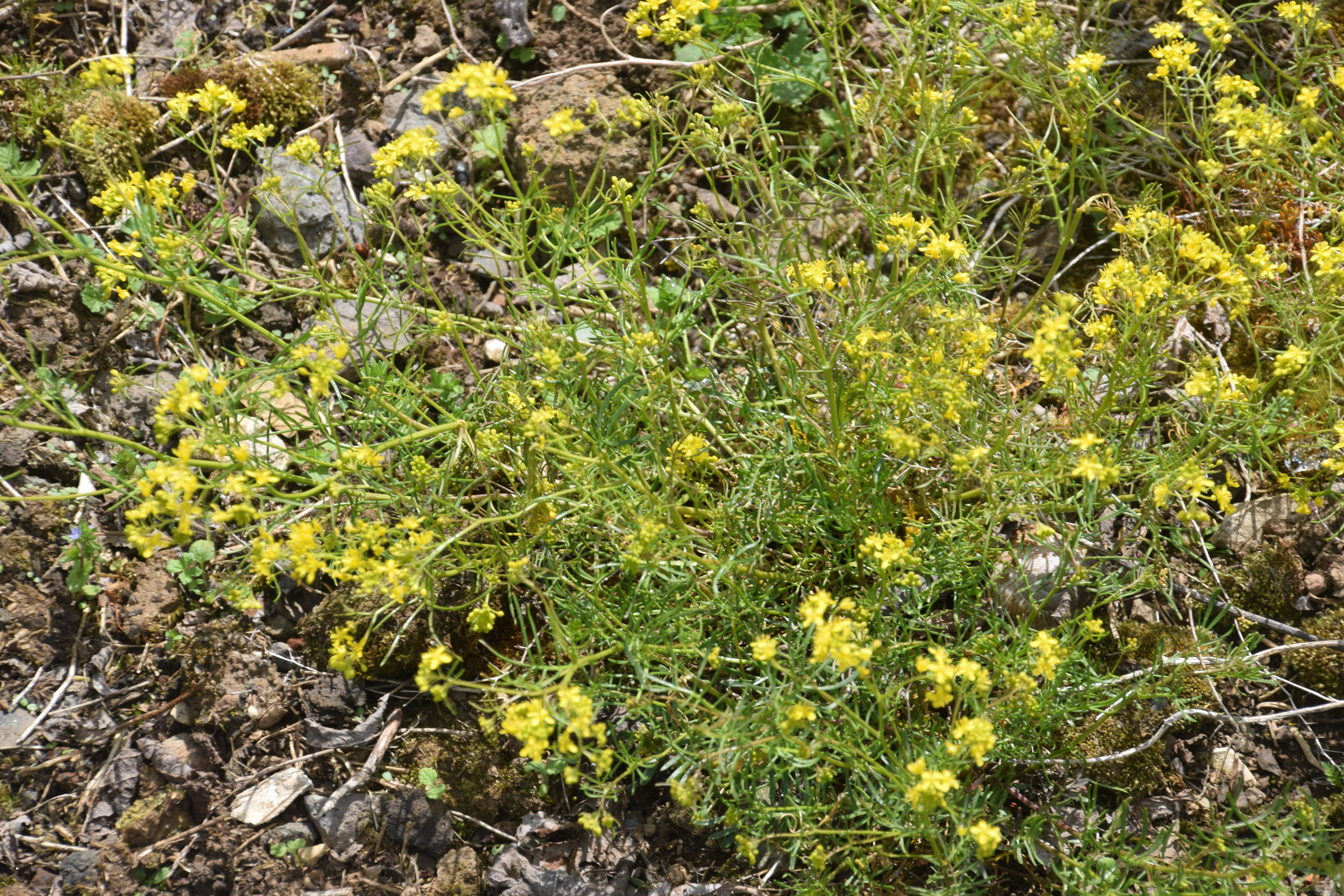
Pyrenäen-Sumpfkresse (Rorippa pyrenaica)

## Vorkommen
Die Pyrenäen-Sumpfkresse ist ein südeuropäisch-submediterranes Florenelement. Ihr Hauptverbreitungsgebiet erstreckt sich von den Pyrenäen bis zu den Karpaten, nach Norden bis ins zentrale Frankreich und nach Südosten bis in die Slowakei. In Mitteleuropa findet man sie isoliert, sehr selten, an klimagünstigen Standorten, nur in der Oberrheinischen Tiefebene in den Seitentälern des Oberrheins, in Luxemburg, am Mittellauf der Elbe im Elbtal von Dessau bis Magdeburg, im Wallis und am Alpensüdfuß. Das Verbreitungsgebiet umfasst die Länder Portugal, Spanien, Andorra, Frankreich, Luxemburg, Deutschland, die Schweiz, Italien, Slowenien, Serbien, Bosnien-Herzegowina, Albanien, Griechenland, Bulgarien, Nordmazedonien, Rumänien, die Ukraine und die Slowakei.
Die Pyrenäen-Sumpfkresse braucht basenreiche, stickstoffhaltige, aber kalkarme, mindestens zeitweise feuchte Lehm- oder Tonböden. Sie besiedelt in Mitteleuropa lückige Rasen im Uferbereich von Bächen sowie Seen, lückig bewachsenes, feuchtes Ödland und Fettwiesen. Sie ist in Mitteleuropa eine Ordnungs-Charakterart der Arrhenatheretalia, die gern in der Silaum-Variante des Arrhenatheretum steht.
Die ökologischen Zeigerwerte nach Landolt et al. 2010 sind in der Schweiz: Feuchtezahl F = 2+w+ (frisch aber stark wechselnd), Lichtzahl L = 4 (hell), Reaktionszahl R = 2 (sauer), Temperaturzahl T = 4+ (warm-kollin), Nährstoffzahl N = 4 (nährstoffreich), Kontinentalitätszahl K = 4 (subkontinental).

## Taxonomie
Die Erstveröffentlichung erfolgte 1785 unter dem Namen (Basionym) Brachiolobos pyrenaicus durch Carlo Allioni in Flora Pedemontana, Band 1, S. 278. Der heute gültige Name Rorippa pyrenaica (All.) Rchb. wurde durch Ludwig Reichenbach in Icones Florae Germanicae et Helveticae... Band 2, S. 15 veröffentlicht. Weitere Synonyme für Rorippa pyrenaica (All.) Rchb. sind: Lepidium stylosum Pers., Rorippa stylosa (Pers.) Mansf. & Rothm., Nasturtium stylosum Shuttlew. ex O.E. Schulz, Myagrum pyrenaicum Lam., Nasturtium hispanicum Boiss. & Reut., Nasturtium pyrenaicum R.Br., Nasturtium pyrenaicum W.T.Aiton, Sisymbrium pyrenaicum L., Rorippa hispanica (Boiss. & Reut.) Willk. Das Artepitheton pyrenaica bedeutet „aus den Pyrenäen“; im häufig zu findenden Synonym bedeutet stylosa langgriffelig.